# حافلة مكوكة

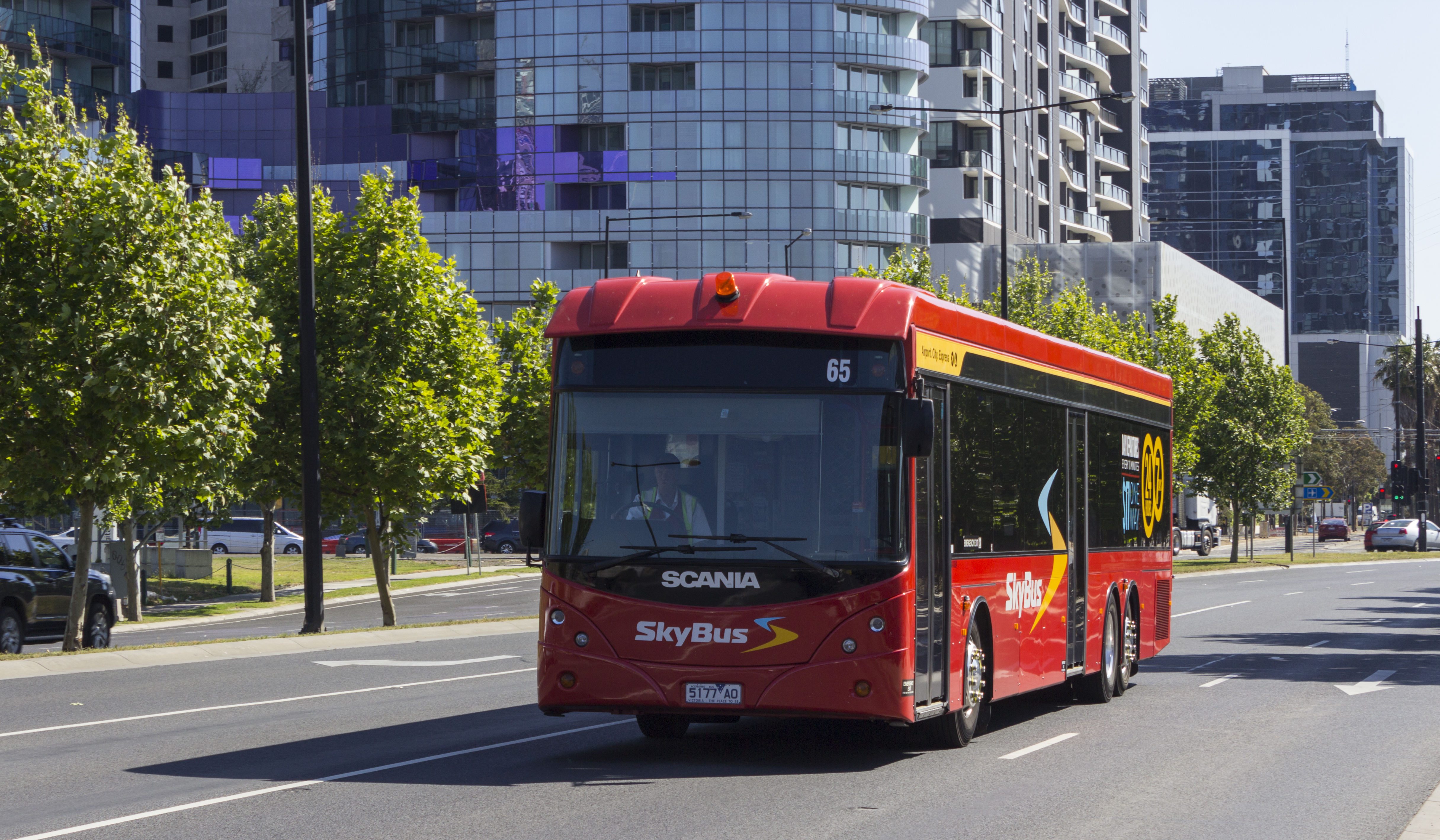
تعمل خدمة Skybus في وسط مِلبُرن

الحافلة المَكُّوكَة أو الباص المَكُّوك هي حافلة تقطع طريقًا أقصر مقارنة بمعظم طرق الحافلات. عادةً ما تسير الحافلات المكوكة في كلا الاتجاهين بين نقطتين. صُممت الحافلات المكوكة لنقل مجموعات كبيرة من الأشخاص الذين يسافرون جميعًا من وإلى وجهة معينة بطريقة أكثر تنظيماً. يمكن استخدام الحافلات المكوكة في عدة مناسبات مثل نقل طلاب الجامعات أو لنقل الأشخاص من المطارات إلى الفنادق.

## أنواع الحافلات المكوكة

### حافلة المطار
حافلة المطار أو مكوك المطار أو وحافلة المطار المكوكة هي حافلات تتنقل بين المطار ووسط المدينة. تسير هذه الحافلات إلى مراكز النقل الرئيسة أساسًا وقد تسير مباشرةً إلى الفنادق الكبرى في جميع أنحاء المدينة أيضًا. قد تسمى الحافلات التي تسافر مباشرة إلى المدينة مكوك الفنادق.

### مكوك الجامعة
مكوكات الجامعة هي حافلات تتنقل بين منطقة الحرم الجامعي وقد تخدم أحيانًا محاور نقل رئيسية ومحطات سكك حديدية. صُممَ مكوك الجامعة التي تعمل داخل الحرم الجامعي أساسًا لخدمة الحرم الجامعي الأكبر الذي قد لا يسمح بالوصول إلى الطرق العامة. لا تقلل هذه الحافلات من أوقات النقل بين طرفي الحرم الجامعي فحسب بل إنها تسمح للطلاب بالسفر بأمان أثناء الليل عبر الأماكن المظلمة أيضًا. تميل مكوكات الجامعة أيضًا إلى العمل خارج ساعات العمل العادية لخدمات الحافلات المنتظمة.